# Albiorix
Albiorix ou S XXVI (désignation provisoire S/2000 S 11) est l'un des satellites naturels de Saturne.
Elle fut découverte en 2000 par Matthew J. Holman qui travaille alors dans l'équipe de Brett J. Gladman.
Elle est la plus grande lune du groupe gaulois des satellites naturels de Saturne.
Elle porte un des nombreux noms du dieu de la mythologie celtique Teutatès (mieux connu sous le nom gallo-romain de Toutatis), assimilé à Mars/Arès.